# TPC Harding Park
TPC Harding Park, auparavant appelé Harding Park Golf Club et mieux connu sous le nom Harding Park, est un parcours de golf qui appartient à la ville de San Francisco .
Le parcours a été désigné pour accueillir le WGC-Accenture Match Play Championship 2015, le Championnat de la PGA 2020.